# Bill Brown (Fußballspieler, 1931)
William Dallas Fyfe Brown (* 8. Oktober 1931 in Arbroath, Schottland; † 30. November 2004 in Simcoe, Kanada) war ein schottischer Fußballspieler.
Er spielte als Torwart bei Tottenham Hotspur, als diese 1961 das Double schafften und die Meisterschaft und den FA Cup (Football Association Challenge Cup) in England gewannen. Vor den Spurs spielte er  bei Dundee, danach ein Jahr in Northampton, 1967 ging er nach Kanada und spielte bis zu seinem Karriereende bei den Toronto Falcons, einer kanadischen Fußballmannschaft, die nur zwei Saisons lang bestand. Nach dem Karriereende blieb er in Kanada und arbeitete als in der Baubranche und für die Regierung.
Obwohl er nur einmal den Scottish League Cup gewonnen hat, gehörte er zu den Stützen der schottischen Mannschaft. Bei der Weltmeisterschaftsendrunde 1958 gehörte er zum schottischen Aufgebot und kam dort in der Vorrundenbegegnung gegen Frankreich (1:2) zu seinem ersten A-Länderspiel. Insgesamt spielte er 28 Spiele für Schottland. Bereits vorher spielte er für Schottland in verschiedenen Nachwuchsmannschaften.
Er starb im Ende November 2004 nach langer Krankheit.